# خاچیک هاکوپیان (طراح)
خاچیک هاکوپیان طراح تیتراژ و تروکاژ ارمنی‌تبار اهل ایران است.

## آثار

### تیتراژ
- حسن کچل (۱۳۴۹)
- طوقی (۱۳۴۹)
- رقاصه شهر (۱۳۴۹)
- بدنام (۱۳۵۰)
- تنها مرد محله (۱۳۵۱)
- تپلی (۱۳۵۱)
- خواستگار (۱۳۵۱)
- خانواده سركار غضنفر (۱۳۵۱)
- قلندر (۱۳۵۱)
- قصه ماهان (۱۳۵۲)
- شورش (۱۳۵۲)
- ممل آمریکایی (۱۳۵۳)
- گل پری جون (۱۳۵۳)
- دایی‌جان ناپلئون (۱۳۵۵)
- حاجی واشنگتن (۱۳۶۱)